# 캡컷
캡컷(CapCut)은 중국 기업 바이트댄스가 개발한 중국의 숏폼(short-form) 비디오 및 그래픽 편집 앱이다. 중국명은 젠잉(중국어: 剪映)이고 국제적으로 구 명칭은 ViaMaker이다.

## 역사
이 앱은 2019년 중국에서 처음 출시되었으며 처음에는 아이폰 및 안드로이드에서 이용할 수 있었다. 2020년에 '캡컷'(이전에는 국제적으로 'ViaMaker')으로 이름이 바뀌어 국제적으로 사용할 수 있게 되었다. 나중에 맥 및 윈도우용 웹 및 데스크톱 버전을 포함하도록 확장되었다.
2022년에 캡컷은 2억 명의 활성 사용자를 확보했다. 월스트리트 저널에 따르면 2023년 3월에 중국에서 두 번째로 많이 다운로드된 앱이 되었으며, 중국 할인 소매업체 Temu에 이어 두 번째였다. 2025년 1월에 캡컷은 구글 플레이 스토어에서 10억 건 이상 다운로드되었다.

## 브랜드
- CapCut Mobile App
- CapCut Desktop
- CapCut for Business
- CapCut Dreamina
- CapCut Speech
- CapCut Pro
- CapCut Commerce Pro

## 같이 보기
- 콰이쇼우
- 빌리빌리